# 罗清宇
罗清宇（1963年10月20日—），男，汉族，山西原平人，中华人民共和国政治人物。太原工业大学给排水专业本科毕业，太原理工大学市政工程专业在职工学硕士学位。中共第十八大、十九大代表，第十九届中央委员会候补委员。现任山西省人大常委会副主任。

## 生平
1986年6月加入中国共产党。1986年7月，从太原工业大学毕业后，在忻州地区建筑总公司工作，曾先后担任忻州地区建筑总公司四公司经理，忻州地区建筑总公司总经理。
1994年12月，任太旧高速公路建设总指挥助理、副总指挥，太旧高速公路管理局党委第一副书记、书记。1998年10月，任山西省高速公路管理局党委书记。2000年9月，任山西省高速公路管理局党委书记、太旧高速公路管理有限责任公司董事长。2001年2月，任山西省高速公路管理局局长、太旧高速公路管理有限责任公司董事长。
2001年6月，任山西省文物局副局长兼总工程师。2004年9月，任山西省人民政府副秘书长。

### 临汾市
2008年9月，任中共临汾市委副书记、代市长（2009年5月当选市长）。2012年1月，任中共临汾市委书记。

### 山西省
2016年3月，任山西省人民政府副省长。2016年11月，任中共山西省委常委、秘书长。

### 太原市
2017年4月，任中共山西省委常委、中共太原市委书记。2021年10月，不再担任中共山西省委常委。同年11月，卸任中共太原市委书记职务。

### 省人大
2022年1月，当选山西省人大常委会副主任。
2023年1月，山西省第十四届人民代表大会第一次会议再次选举罗清宇为省人大常委会副主任。